# NGC 7179
NGC 7179 est une galaxie spirale barrée située dans la constellation de l'Indien. Sa vitesse par rapport au fond diffus cosmologique est de 2 863 ± 13 km/s, ce qui correspond à une distance de Hubble de 42,2 ± 3,0 Mpc (∼138 millions d'al). NGC 7179 a été découverte par l'astronome britannique John Herschel en 1835.

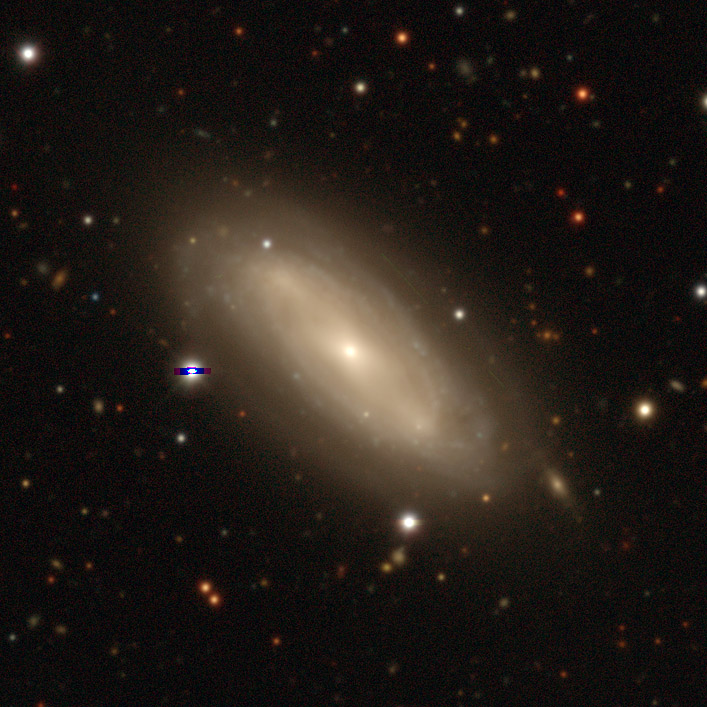
NGC 7179 par le projet « Legacy Surveys DR10 ».

La classe de luminosité de NGC 7179 est II_III et elle présente une large raie HI. Elle renferme également des régions d'hydrogène ionisé. Selon la base de données Simbad, NGC 7179 est une galaxie active de type Seyfert 2.
À ce jour, 14 mesures non basées sur le décalage vers le rouge (redshift) donnent une distance de 47,221 ± 5,742 Mpc (∼154 millions d'al), ce qui est à l'intérieur des valeurs de la distance de Hubble. Notons cependant que c'est avec la valeur moyenne des mesures indépendantes, lorsqu'elles existent, que la base de données NASA/IPAC calcule le diamètre d'une galaxie et qu'en conséquence le diamètre de NGC 7179 pourrait être d'environ 32,4 kpc (∼106 000 al) si on utilisait la distance de Hubble pour le calculer.

## Groupe de NGC 7192
Selon A. M. Garcia NGC 7179 fait partie du groupe de NGC 7192. Ce groupe de galaxies renferme au moins cinq membres. Les autres galaxie sont NGC 7191, NGC 7192, NGC 7219 et ESO 108-23.